# Myrcia lineata
Myrcia lineata là một loài thực vật thuộc họ Myrtaceae. Đây là loài đặc hữu của Brasil.